# Nusfjord
Nusfjord ist ein Fischerdorf auf Flakstadøy, einer der Hauptinseln des Lofotenarchipels. Das Dorf gehört zur Kommune Flakstad im norwegischen Fylke Nordland. Der Ort gehörte zu den norwegischen Pilotprojekten für das europäische Denkmalschutzjahr 1975.

## Geographie
Nusfjord befindet sich im Süden der Lofoteninsel Flakstadøy an der Bucht Bottelvika, die in den Vestfjord mündet. Zum Land hin ist das Dorf scharf begrenzt durch steile Berge. Der höchste der umliegenden Berge ist mit 769 m (ü.NN) die Tønsåsheia. Durch den Ort fließt vom nahegelegenen See Nervatnet ein Fluss zum Fjord hinab.

## Geschichte
Wie aus archäologischen Funden hervorgeht, wurde das Gebiet des heutigen Ortes Nusfjord schon seit etwa 400 n. Chr. besiedelt. Funde von Fischerhütten aus dieser Zeit belegen, dass offenbar schon damals Fischerei zu Handelszwecken betrieben wurde.
In der Neuzeit war Nusfjord Eigentum der norwegischen Krone.
In den Jahren 1823 und 1843 kaufte die Familie Dahl das Dorf und baute es bis 1989 zum führenden Fischerdorf von Lofoten aus. Zum heutigen Besitz gehören 1750 ha Gebirge, fünf Seen, zwei historische Kraftwerke und ca. 50 Gebäude.
Das Dorf Nusfjord kann heute in den Sommermonaten als Freilichtmuseum besichtigt werden.

## Wirtschaft und Verkehr

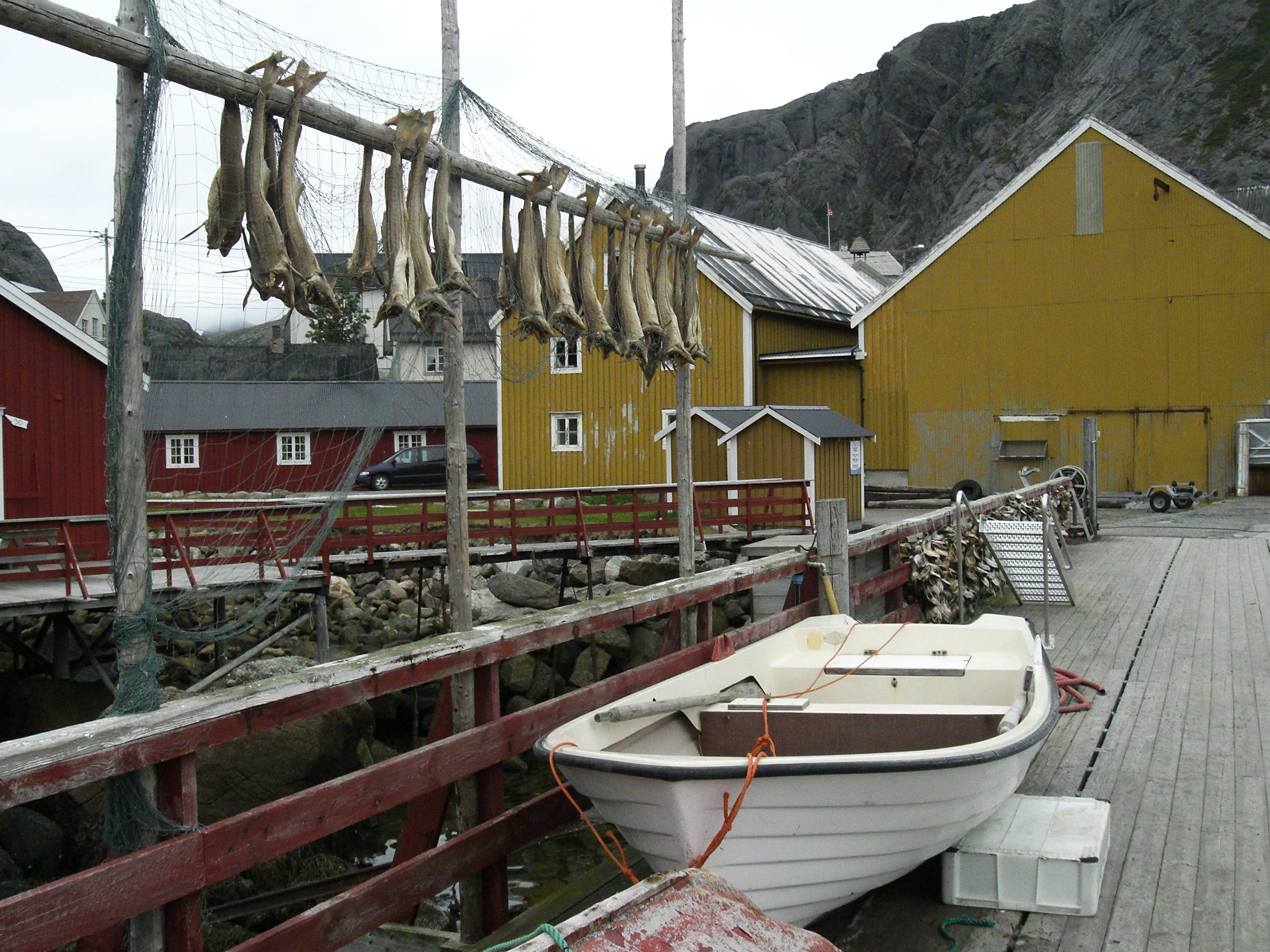
Trocknen von Stockfisch

In Nusfjord endet der Fylkesvei 807, der den Ort an die Europastraße 10 anbindet. Über diese gelangt man in Richtung Osten nach Leknes auf der Insel Vestvågøy. Dort befindet sich der nächstgelegene Flughafen. Des Weiteren besteht eine Busverbindung zum Ort.
Das Dorf Nusfjord ist über einen historischen Fischerweg mit dem Ort Nesland verbunden. Dieser wird heute als Wanderweg benutzt und ist mit einem roten T markiert.
Nusfjord verfügt über einen natürlichen Hafen. Wegen der räumlichen Enge wurde das Dorf unter anderem auf Holzstegen errichtet. Der historisch erhaltene Teil des Dorfes besteht aus roten, weißen und ockerfarbenen Holzhäusern, die zumeist aus dem 19. Jahrhundert stammen. Der Ort gilt als eines der ältesten und am besten bewahrten Fischerdörfer der Lofoten. 28 traditionelle Fischerhütten, Rorbuer genannt, sind erhalten und werden als Unterkunft an Touristen vermietet. Die hauptsächlichen Wirtschaftsfaktoren des Ortes sind Fischerei und Tourismus.

### Fischerei
In den Monaten Februar bis April wird Fisch gefangen (hauptsächlich Kabeljau), vor Ort verarbeitet und auf Holzgestellen am Rande des Dorfes getrocknet. Im Sommer wird der fertige Stockfisch nach Italien, Spanien, Portugal und Afrika verkauft.

### Tourismus
Aufgrund seiner gut erhaltenen historischen Gebäude ist das Dorf ein großer Anziehungspunkt für Reisende. Der größte Teil der erhaltenen Bebauung kann als Freilichtmuseum besichtigt werden.
Der Ort bietet Rorbuer, ursprünglich saisonal genutzte Fischerhütten, als Unterkünfte an. Von den 48 zum Vermieten bestimmten Hütten sind 28 historische Fischerhütten. Südlich des Dorfes entstehen weitere Hüttenanlagen, die derzeit noch nicht fertig gestellt sind. Neben der Vermietung von Rorbuer werden den Touristen verschiedene Aktivitäten angeboten. So gibt es Verleihe für Fahrräder, Motorboote, Kajaks und Angelausrüstung.
Neben den noch genutzten Wirtschaftsgebäuden ist eine Lebertransiederei erhalten. Das Kraftwerk aus dem Jahr 1905 steht unter Denkmalschutz. Außerdem können eine Schmiede, eine Räucherei, ein Bootshaus, die Bäckerei sowie ein Sägewerk besichtigt werden. Ein Gasthaus und ein Restaurant werden in historischen Gebäuden betrieben. Ebenfalls in Betrieb ist eine Kolonialwarenhandlung aus dem Jahr 1907, in der typische Lebensmittel aus dieser Zeit, aber auch Souvenirs verkauft werden.